# Star Wars Kid
Das Star Wars Kid ist ein Internet-Phänomen um ein Webvideo eines kanadischen Schülers, der eine Golfballangel wie ein Lichtschwert führt. Das Video wurde vom Schüler selbst gemacht, aber von anderen im Internet verbreitet. Die folgenden Hänseleien führten zu psychischen Problemen des Schülers. Das Internet-Phänomen gilt als ein frühes, bekanntes Beispiel für Mobbing im Zusammenhang mit dem Internet. 

## Entstehung und Veröffentlichung
Der Schüler Ghyslain Raza nahm im November 2002 in der kanadischen Schule Seminaire Saint-Joseph in Trois-Rivières von sich selbst ein Video auf, das zeigt, wie er eine Golfballangel wie ein Lichtschwert führt. Er imitiert in dem knapp zweiminütigen Video den Star-Wars-Charakter Darth Maul und auch Soundeffekte.
Er ließ das Videoband im Fernsehstudio seiner Schule zurück. Mehrere Monate später im April 2003 fand es ein anderer Schüler und zeigte es seinen Freunden. Einer von diesen verbreitete es über das Peer-to-Peer-Filesharing-Netzwerk Kazaa und über eine private Website. Innerhalb weniger Tage verbreitete sich das Video über weitere Websites, zahlreiche andere Websites diskutierten das Thema. Das Video erlangte große Popularität, bald kamen neue Versionen mit unterlegter Musik oder Lichteffekten dazu. Als besonders populär erwies sich eine Version, die mit der Star-Wars-Musik begann, das Video mit dieser unterlegt und die Golfballangel wie ein Lichtschwert illuminierte.

## Wirkung auf den Schüler
Das Video zog zahlreiche Kommentare auf sich, wovon die meisten herablassend oder bösartig waren. Raza wechselte zuerst die Schule, stellte aber auch dort fest, dass es fast unmöglich war, den Unterricht zu besuchen, da er Daueropfer von Belästigung wurde. Zeitweise ging er gar nicht mehr zur Schule und begab sich in psychiatrische Behandlung.
Im Juli 2003 verklagte die Familie des Schülers die Familien dreier Mitschüler, die sie beschuldigten, das Video in Umlauf gebracht zu haben. Ghyslain Raza werde wegen des Videos schikaniert und belästigt und müsse psychologisch betreut werden. Vor Beginn der Verhandlung im April 2006 kam es zur außergerichtlichen Einigung mit allen drei Familien.
Raza studierte in Montreal Recht, um Anwalt zu werden und Opfern von Cybermobbing zu ihrem Recht verhelfen. Im Zuge des Dokumentationsfilms Star Wars Kid: The Rise of the Digital Shadows von 2022 wurde der Mitschüler, der das Video damals hochgeladen hatte, angesprochen. Er entschuldigte sich bei Raza, der die Entschuldigung annahm. Er mache ihm keine Vorwürfe, da die Konsequenzen damals nicht absehbar waren.

## Wirkung und Rezeption
Laut The Viral Factory wurde das Video bis November 2006 über 900 Millionen Mal angesehen. Laut BBC macht es das zum bis dahin beliebtesten Webvideo. CNET führte das Video auf Platz 8 der Top 10 Web Fads des Jahres 2005 und 2007 wurde es in der Sendung Attack of the Show! auf dem ersten Platz der Viral Videos geführt. VH1 setzte es auf Platz 2 der Internet-Superstars und der Film fand weltweit Beachtung in den Medien, darunter The New York Times CBS, GMTV und BBC News.
Anspielungen auf das Internetphänomen finden sich in verschiedenen Fernsehproduktionen von Cartoon Network, darunter South Park, American Dad und Arrested Development, außerdem im Videospiel Tony Hawk Underground 2. Eine Online-Petition, die George Lucas überzeugen wollte, das Star Wars Kid in den nächsten Star-Wars-Film einzubauen, erreichte noch zwei Jahre nach dem größten Hype über 146.000 Unterschriften. In die Nähe anerkannter Kunst rückte das Star Wars Kid 2010. Die Künstler Comenius Roethlisberger und Admir Jahic stellten gemalte Szenen aus dem Video bei der SCOPE am Rande der Art Basel aus.